# Parque nacional del Río Abiseo
El parque nacional del Río Abiseo es un área protegida ubicada en el departamento de San Martín, en la Amazonía peruana. Este parque que contiene ecosistemas tanto de Selva Alta como de montañas andinas, lo que le confiere una biodiversidad excepcional. Fue creado en 1983 con el objetivo de conservar tanto sus riquezas naturales como su patrimonio arqueológico.
El área está conformada por varios ecosistemas, entre ellas los bosques nublados de la ceja de selva, con una gran diversidad biológica, algunas en vías de extinción y endémicas. Además, protege la cuenca del río que le da su nombre, asegurando la estabilidad hídrica, y sitios arqueológicos incluidos el Gran Pajatén y Los Pinchudos.
Establecido el 11 de agosto de 1983 como parque nacional, fue reconocida como Patrimonio Cultural y Natural de la Humanidad y zona núcleo de la reserva de biosfera Gran Pajatén.

## Objetivos
Fue establecida con el objetivo de conservar sus ambientes naturales y las especies que contienen. El Río Abiseo alberga los que quizá constituyen los bosques de montaña mejor conservados del Perú. En sus escarpadas cordilleras y abruptos desfiladeros la vegetación alcanza niveles casi irreales de exuberancia. La razón de tal profusión de vida se origina en la abundante humedad que soporta el lugar: casi cinco metros cúbicos de lluvia al año.

### Protección
La protección y el establecimiento del parque nacional del Río Abiseo fue dispuesta por el Gobierno peruano el 11 de agosto de 1983, mediante Decreto Supremo n.º 064-83-AG. En 1990 fue declarado por la Unesco como Patrimonio Cultural y Natural de la Humanidad. El 19 de marzo de 2016, la Unesco reconoce al parque nacional del Río Abiseo como zona núcleo de la reserva de biosfera Gran Pajatén.

### Importancia ecológica
La importancia ecológica del parque nacional Río Abiseo radica en que tiene diferentes ecosistemas, tales como el Páramo de Loricaria, el Pajonal de Puna; un gran número de acuíferos (lagos, lagunas, ríos, quebradas); pequeños bosques aislados, el bosque nublado o de neblina, y bosques típicos de la selva alta.
Se estima que el 22 % de este parque nacional corresponde a pajonales de puna, el 53 % a bosques de montaña y el 25 % restante a bosques premontanos.

## Geografía

### Ubicación
Se encuentra ubicado mayoritariamente en la región de San Martín, provincia de Mariscal Cáceres, sobre una de las escasas zonas aún despobladas de los Andes. También ocupa zonas de la provincia de Pataz en el Región de La Libertad. El parque nacional Río Abiseo se extiende abarcando la totalidad de la cuenca del río que le da su nombre y corresponde a la ecorregión de las yungas del Perú.

### Características de su flora
Gran parte de su superficie se encuentra poblada por una espectacular formación natural conocida con el nombre de bosques enanos. Una característica común en los árboles de esta región es que sus ramas se encuentran siempre cubiertas de un grueso abrigo de musgo y pobladas por una legión de plantas epifitas: centenares de variedades de delicadas orquídeas, coloridas bromelias y lianas tan gruesas como el cuerpo de un hombre. Aquí son comunes los helechos arbóreos, cuyas hojas se elevan hasta ocho metros del suelo, las begonias gigantes y una enorme variedad de plantas adaptadas para la vida en un medio donde la exuberancia y la profusión de vida ocultan el verdadero eje de este ecosistema: una feroz competencia entre especies donde la consigna es crecer o morir.
Aquí los cactus toman formas de lianas y éstas el ancho de árboles; las hojas se cubren de vellos para soportar el frío y los troncos se retuercen adquiriendo diseños extraños. Es el reino del musgo y los hongos; los líquenes y las flores.

### Morfología
Esta área ocupa una superficie de 274 520 ha, con altitudes que oscilan entre los 350 y los 4200 m s. n. m.

### Clima
Este parque tiene todas las características tropicales, pues es caluroso y muy húmedo, con temperaturas que suelen superar los 34° centígrados. Cuenta con una temporada seca de mayo a octubre, así como con una temporada de fuertes lluvias, entre diciembre y marzo.

## Sitios arqueológicos

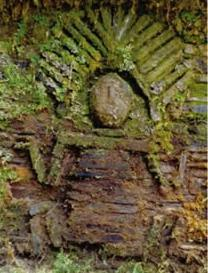
Relieve en Gran Pajatén.

El parque nacional presenta una gran riqueza de huellas de ocupación precolombina, de insospechable valor científico y cultural. Hasta la fecha, se han registrado más de ciento cuarenta y cuatro sitios arqueológicos. En esta área protegida, se han encontrado restos de la cultura chachapoyas, entre las que destaca el Gran Pajatén, fortaleza semicircular, hecha en piedra y decorada con divinidades de forma humana. Considerado un destacado conjunto monumental por su especial diseño arquitectónico. Gran Pajatén fue incluido en la lista de lugares amenazados que requieren conservación de la organización World Monuments Watch para el año 2014. Otro sitio de especial interés es el conjunto arqueológico Los Pinchudos.
En mayo de 2025, una expedición conjunta liderada por el World Monuments Fund (WMF), el Ministerio de Cultura del Perú y arqueólogos locales descubrió nuevas estructuras asociadas al Gran Pajatén, incluyendo una posible zona residencial y vestigios ceremoniales. Este hallazgo aporta nuevas pistas sobre la complejidad social y urbana de la cultura Chachapoyas en esta región remota de la selva alta peruana.

## Flora y fauna
Los estudios florísticos han determinado que en el parque nacional se encuentran dos mil especies de las cuales trece son nuevos registros para la ciencia. Destacan las orquídeas. En su parte altoandina, se encuentran pajonales de gramíneas y pequeños bosques aislados de leñosas. A partir de los 3200 m aproximadamente se presentan bosques continuos donde predominan las especies leñosas, que alcanzan una altura de 20 a 30 m. Este parque nacional atesora más de mil especies de flora, con orquídeas, bromelias, helechos y líquenes que cuelgan de los árboles.
Entre los once géneros y trece especies de mamíferos registrados, se encuentran el mono choro de cola amarilla (Lagothrix flavicauda) redescubierto después de cien años de considerarse extinto, especie endémica en el Perú y en peligro de extinción; el picuro de montaña (Cuniculus taczanowskii) y especies amenazadas como la taruca (Hippocamelus antisensis), el oso de anteojos (Tremarctus ornatus) quien construye plataformas en los árboles para poder descansar y alimentarse tranquilamente, el jaguar (Panthera onca) y la maquisapa de montaña (Ateles belzebuth).
De las 132 especies de aves encontradas se puede citar el paujil de vientre blanco (Crax salvini), el cóndor de la selva (Sarcoramphus papa), el loro de cabeza amarilla (Amazona ochrocephala) y el pato de cabeza castaña (Netta erythrophthalma).